# Ferrosud
La Ferrosud è un'azienda italiana di costruzioni meccaniche del settore ferrotranviario e di ristrutturazione di rotabili.
Ha sede a Matera, in Basilicata.

## Storia
La Ferrosud venne costituita nel 1963 nell'ambito di un programma di interventi finanziati dall'Efim allo scopo di promuovere lo sviluppo industriale del Mezzogiorno e l'occupazione nelle aree depresse della Basilicata e della Puglia. La zona scelta fu nella fattispecie l'area di Matera, nella zona industriale di Jesce, ricadente nel territorio di Santeramo in Colle al confine con Altamura. L'inizio dell'attività produttiva risale al 1968.
Dal 1970, e fino al 1986, l'azienda appartenne, in compartecipazione paritetica, all'Efim  e alla FIAT. Nel 1986 fu rilevata al 100% dalla Breda ferroviaria, anch'essa dell'Efim e nel 1992 incorporata dalla Breda Costruzioni Ferroviarie cessando di essere una S.p.A.;  venne di conseguenza ridenominata "Breda Costruzioni Ferroviarie – Stabilimento FERROSUD"; qualche anno dopo, a seguito della fusione tra Breda Costruzioni Ferroviarie e Ansaldo Trasporti, assunse la nuova denominazione di "AnsaldoBreda - Stabilimento FERROSUD".
Dal settembre 2002, nuovamente scorporata, ridivenne una S.p.A. a controllo privato.
Nell'ottobre del 2022 l'azienda è stata acquistata dalla MERMEC S.p.A.